# 알레산드로 하버

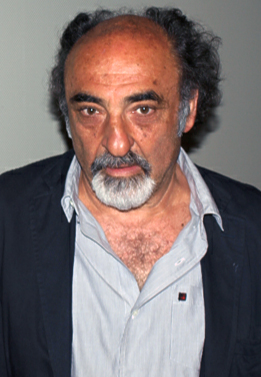

알레산드로 하버(Alessandro Haber, 1947년 1월 19일 ~ )는 이탈리아의 영화 감독, 배우, 작곡가, 가수, 작곡가 겸 작사가이다.
볼로냐에서 태어났다.

## 영화
- 플라비오 - 트리뷰토 아 플라비오 부치 (2018년)
- 미라피오리 루나파크 (2014년)
- 더 피프쓰 휠 (2013년)
- Un foglio bianco - Appunti su 'Il villaggio di cartone (2011년)
- 판자촌 (2011년)
- 빗속의 산드린 (2008년)
- 슈팅 실비오 (2006년)
- 언노운 우먼 (2006년)
- 사랑이라 불리는 여행 (2002년)
- 카차의 모험 (1999년) - 파누치 역
- 맨 맨 맨 (1995년)
- 스노우볼 (1995년)
- 신의 연인 (1993년)
- 맨 온 파이어 (1987년)
- 플러트 (1983년)
- 바실레우스 쿼터 (1983년)
- 좋은 꿈 (1981년)
- 처녀 (1975년)
- 몬도 칸디도 (1975년)
- 코바리 (1970년)
- 전갈자리 (1969년)